# Box-office 2006 au Canada et aux États-Unis
Cet article traite du box-office de 2006 au Canada et aux États-Unis.

## Classement
| Rang | Titre                                             | Pays | Réalisateur                   | Budget en USD | Recettes      | Week-End |
| ---- | ------------------------------------------------- | ---- | ----------------------------- | ------------- | ------------- | -------- |
| 1.   | Pirates des Caraïbes : Le Secret du coffre maudit |      | Gore Verbinski                | 225 000 000   | 423 315 812 $ | 22 (fin) |
| 2.   | La Nuit au Musée                                  |      | Shawn Levy                    |               | 250 863 268 $ | 17 (fin) |
| 3.   | Cars                                              |      | John Lasseter                 |               | 244 082 982 $ | 15 (fin) |
| 4.   | X-Men : L'Affrontement final                      |      | Brett Ratner                  | 210 000 000   | 234 362 462 $ | 13 (fin) |
| 5.   | Da Vinci Code                                     |      | Ron Howard                    | 125 000 000   | 217 536 138 $ | 14 (fin) |
| 6.   | Superman Returns                                  |      | Bryan Singer                  | 204 000 000   | 200 081 192 $ | 16 (fin) |
| 7.   | Happy Feet                                        |      | George Miller                 | 135 000 000   | 198 000 317 $ | 25 (fin) |
| 8.   | L'Âge de glace 2                                  |      | Carlos Saldanha               |               | 195 330 621 $ | 12 (fin) |
| 9.   | Casino Royale                                     |      | Martin Campbell               | 140 000 000   | 167 445 960 $ | 15 (fin) |
| 10.  | À la recherche du bonheur                         |      | Gabriele Muccino              |               | 163 566 459 $ | 14 (fin) |
| 11.  | Nos voisins, les hommes                           |      | Tim Johnson/Karey Kirkpatrick |               | 155 019 340 $ | 17 (fin) |
| 12.  | Ricky Bobby : Roi du circuit                      |      | Adam McKay                    |               | 148 213 377 $ | 11 (fin) |
| 13.  | Click : télécommandez votre vie                   |      | Frank Coraci                  |               | 137 355 633 $ | 15 (fin) |
| 14.  | Mission Impossible 3                              |      | J. J. Abrams                  | 150 000 000   | 134 029 801 $ | 11 (fin) |
| 15.  | Les Infiltrés                                     |      | Martin Scorsese               | 80 000 000    | 132 384 315 $ | 24 (fin) |
| 16.  | Borat                                             |      | Sacha Baron Cohen             |               | 128 505 958 $ | 20 (fin) |
| 17.  | Le Diable s'habille en Prada                      |      | David Frankel                 |               | 124 740 460 $ | 22 (fin) |
| 18.  | La Rupture                                        |      | Peyton Reed                   |               | 118 703 275 $ | 20 (fin) |
| 19.  | Dreamgirls                                        |      | Bill Condon                   |               | 103 365 956 $ | 18 (fin) |

## Classement par Week End
| #  | Date               | Film no 1                                         | Recettes      |
| -- | ------------------ | ------------------------------------------------- | ------------- |
| 1  | 6 janvier 2006     | Hostel                                            | 19 556 099 $  |
| 2  | 13 janvier 2006    | Vacances sur ordonnance                           | 12 356 910 $  |
| 3  | 20 janvier 2006    | Underworld 2 : Évolution                          | 28 857 024 $  |
| 4  | 27 janvier 2006    | Big Mamma 2                                       | 27 736 056 $  |
| 5  | 3 février 2006     | Terreur sur la ligne                              | 21 607 203 $  |
| 6  | 10 février 2006    | La Panthère rose                                  | 20 220 646 $  |
| 7  | 17 février 2006    | Antartica, prisonniers du froid                   | 20 188 435 $  |
| 8  | 24 février 2006    | Antartica, prisonniers du froid                   | 13 647 971 $  |
| 9  | 3 mars 2006        | 16 blocs                                          | 11 850 535 $  |
| 10 | 10 mars 2006       | Playboy à saisir                                  | 24 719 533 $  |
| 11 | 17 mars 2006       | V pour Vendetta                                   | 25 635 883 $  |
| 12 | 24 mars 2006       | Inside Man : L'Homme de l'intérieur               | 28 899 625 $  |
| 13 | 31 mars 2006       | L'Âge de glace 2                                  | 68 433 508 $  |
| 14 | 7 avril 2006       | L'Âge de glace 2                                  | 33 622 001 $  |
| 15 | 14 avril 2006      | Scary Movie 4                                     | 40 224 747 $  |
| 16 | 21 avril 2006      | Silent Hill                                       | 20 152 362 $  |
| 17 | 28 avril 2006      | Camping-car                                       | 16 474 168 $  |
| 18 | 5 mai 2006         | Mission Impossible 3                              | 47 646 331 $  |
| 19 | 12 mai 2006        | Mission Impossible 3                              | 25 001 995 $  |
| 20 | 19 mai 2006        | Da Vinci Code                                     | 77 703 244 $  |
| 21 | 26 mai 2006        | X-Men : L'Affrontement final                      | 103 125 045 $ |
| 22 | 2 juin 2006        | La Rupture                                        | 39 731 824 $  |
| 23 | 9 juin 2006        | Cars                                              | 60 119 335 $  |
| 24 | 16 juin 2006       | Cars                                              | 33 712 429 $  |
| 25 | 23 juin 2006       | Click : Télécommandez votre vie                   | 40 011 535 $  |
| 26 | 30 juin 2006       | Superman Returns                                  | 52 620 656 $  |
| 27 | 7 juillet 2006     | Pirates des Caraïbes : Le Secret du coffre maudit | 135 735 941 $ |
| 28 | 14 juillet 2006    | Pirates des Caraïbes : Le Secret du coffre maudit | 62 645 882 $  |
| 29 | 21 juillet 2006    | Pirates des Caraïbes : Le Secret du coffre maudit | 35 201 533 $  |
| 30 | 28 juillet 2006    | Miami Vice : Deux flics à Miami                   | 25 723 900 $  |
| 31 | 4 aout 2006        | Ricky Bobby : Roi du circuit                      | 47 042 256 $  |
| 32 | 11 aout 2006       | Ricky Bobby : Roi du circuit                      | 22 226 646 $  |
| 33 | 18 aout 2006       | Des serpents dans l'avion                         | 13 245 845 $  |
| 34 | 25 aout 2006       | Invincible                                        | 17 735 328 $  |
| 35 | 1er septembre 2006 | Invincible                                        | 12 515 345 $  |
| 36 | 8 septembre 2006   | Le Pacte du sang                                  | 8 424 522 $   |
| 37 | 15 septembre 2006  | Rédemption                                        | 14 078 683 $  |
| 38 | 22 septembre 2006  | Jackass: Number Two                               | 29 003 034 $  |
| 39 | 29 septembre 2006  | Les Rebelles de la forêt                          | 23 747 911 $  |
| 40 | 6 octobre 2006     | Les Infiltrés                                     | 26 642 527 $  |
| 41 | 13 octobre 2006    | The Grudge 2                                      | 20 825 925 $  |
| 42 | 20 octobre 2006    | Le Prestige                                       | 14 689 550 $  |
| 43 | 27 octobre 2006    | Saw 3                                             | 33 610 514 $  |
| 44 | 3 novembre 2006    | Borat                                             | 26 535 858 $  |
| 45 | 10 novembre 2006   | Borat                                             | 28 785 646 $  |
| 46 | 17 novembre 2006   | Happy Feet                                        | 41 546 884 $  |
| 47 | 24 novembre 2006   | Happy Feet                                        | 37 038 663 $  |
| 48 | 1er décembre 2006  | Happy Feet                                        | 17 646 999 $  |
| 49 | 8 décembre 2006    | Apocalypto                                        | 15 625 912 $  |
| 50 | 15 décembre 2006   | À la recherche du bonheur                         | 26 958 905 $  |
| 51 | 22 décembre 2006   | La Nuit au musée                                  | 30 738 466 $  |
| 52 | 29 décembre 2006   | La Nuit au musée                                  | 36 766 535 $  |